# Berufsbetreuer
Ein Berufsbetreuer ist jemand, der in Deutschland rechtliche Betreuungen (§§ 1814 ff. BGB) im Rahmen einer selbständigen Tätigkeit ausübt. Es handelt sich dabei nicht um einen Ausbildungsberuf im Sinne des Berufsbildungsgesetzes oder eines Studiums, sondern um eine Tätigkeit, die sich in den letzten Jahrzehnten (insbesondere seit der Ablösung der Vormundschaft für Erwachsene durch die Betreuung im Jahr 1992) entwickelt hat. Während vor 1992 hauptsächlich Rechtsanwälte beruflich in diesem Metier tätig waren (als so genannte Berufsvormünder), haben sich in den Jahren seit 1992 auch viele Menschen aus anderen Berufsgruppen (schwerpunktmäßig Sozialarbeiter/-pädagogen, Alten- und Krankenpfleger sowie Erzieher, aber auch Verwaltungsfachkräfte und Kaufleute) in diesem Beruf betätigt.

## Berufliche Betreuungsführung und Rechtstatsachen
Derzeit gibt es in Deutschland ca. 17.000 berufliche Betreuer. Diese sind überwiegend selbständig tätig oder als Vereinsbetreuer (nach § 1897 Abs. 2 BGB) in Betreuungsvereinen oder als Behördenbetreuer bei der Betreuungsbehörde angestellt. Es bestehen deutschlandweit etwa 830 Betreuungsvereine.
Im Jahr 2015 wurden ca. 1,27 Millionen Bürgerinnen und Bürger rechtlich betreut, davon nach Schätzungen der Berufsverbände rund 40 % durch berufliche Betreuer. Die genauen Zahlen aller beruflich geführten Betreuungen werden nicht ermittelt, sondern seit 1999 lediglich die Anteile bei neu bestellten Betreuern.
Viele berufliche Betreuer üben diese Tätigkeit nebenberuflich aus. Die berufliche Führung von Betreuungen als Nebentätigkeit wurde durch das Bundesverfassungsgericht ausdrücklich gestattet: BVerfG vom 13. Januar 1999 (1 BvR 1909/95); NJW 1999, 1621 = FamRZ 1999, 568 = BtPrax 1999, 70.
Im Folgenden wird unter dem Begriff des Berufsbetreuers dieser im engeren Sinne verstanden, da (die ebenfalls beruflich tätigen) Vereins- und Behördenbetreuer Angestellte (oder Beamte) des Betreuungsvereins bzw. der Betreuungsbehörde sind.

## Bestellung als Berufsbetreuer
Berufsbetreuer wird man dadurch, dass man vom Betreuungsgericht als Betreuer  (§ 1836  Abs. 1 BGB, § 1897 Abs. 6 BGB, § 1 ff. Vormünder- und Betreuervergütungsgesetz – VBVG) bestellt wird und im Bestellungsbeschluss die Betreuung als beruflich geführt bezeichnet wird (§ 286 Abs. 1 Nr. 4 FamFG). Ein Betreuer soll grundsätzlich mehr als 10 Betreuungen führen, wenn er als Berufsbetreuer tätig sein will (§ 1 VBVG).
Dies ist in der Regel dann der Fall, wenn man im Hinblick auf die zu erwartende Schwierigkeit der Betreuung unter Berücksichtigung der beruflichen Kenntnisse des Betreuers niemand Ehrenamtlichen damit betrauen kann. Häufig haben diese Betroffenen mehrere Probleme und/oder keine geeigneten Angehörigen, die die Betreuung übernehmen können, oder es gibt Interessenskonflikte im Familienkreis. Zur auskömmlichen Betreuertätigkeit bei ausschließlicher beruflicher Betreuung werden seit dem 1. Juli 2005 meist mehr als 45 Betreuungen benötigt, wobei die Vergütungsansprüche pauschaliert wurden, die Betreuerpflichten andererseits unverändert geblieben sind.
Zu den wünschenswerten Kenntnissen gehören solche auf dem Gebiete des Rechtes (Betreuungsrecht, Zivilrecht, Sozialrecht) insbesondere medizinische und psychologische Kenntnisse, darüber hinaus Kenntnisse der Buchführung sowie Erfahrung im Umgang mit Behörden und die Fähigkeit, juristisch und medizinisch geprägten Schriftverkehr zu verstehen. Die Berufsverbände haben sich auf ein gemeinsames Berufsbild geeinigt. Rund 80 % aller Berufsbetreuer verfügen nach Umfragen der Berufsverbände über eine akademische Ausbildung.
Mit Inkrafttreten der neuen Betreuungsrechtsreform am 1. Januar 2023 ist Berufsbetreuer nur noch, wer sich in einem neu im Betreuungsorganisationsgesetz beschriebenen Verfahren bei der Betreuungsbehörde erfolgreich registriert hat, es handelt sich dabei also um eine Berufszulassungsregelung, die mit dem Nachweis der persönlichen und fachlichen Eignung verbunden ist. Für am 1. Januar 2023 bereits tätige Berufsbetreuer besteht eine Übergangsregelung.

## Praktisches Vorgehen zum Berufsstart
Um die Tätigkeit als Berufsbetreuer zu beginnen, bewirbt man sich sinnvollerweise zunächst bei der örtlichen Betreuungsbehörde (des Landkreises bzw. der kreisfreien Stadt). Dort hat man einen Registrierantrag nach § 23 BtOG zu stellen. Hierzu sind ein Behördenführungszeugnis und eine Auskunft aus dem Schuldnerverzeichnis sowie weitere Angaben und Dokumente: Zeugnisse über Berufsabschlüsse, Studien, Nachweise bisheriger beruflicher Tätigkeiten, Nachweise über die Sachkunde durch Fortbildungen (insbesondere zu betreuungsrechtlich relevanten Fragen, wie rechtlichen, medizinischen, psychologischen Themen). Erforderlich ist auch der Nachweis einer angemessenen Haftpflichtversicherung für Vermögensschäden.
Die Betreuungsbehörde registriert den Bewerber und schlägt im Rahmen ihrer Unterstützungspflicht im Betreuungsverfahren dem Betreuungsgericht (§ 8 BtBG) geeignete Personen als Betreuer (und Verfahrenspfleger) vor.

## Vergütung der Berufsbetreuer
Unterschieden wird nach vermögenden Betreuten (Selbstzahlern) und mittellosen Betreuten, für die nach § 1879 BGB die Staatskasse aufzukommen hat. Unterschieden wird weiterhin, ob der Betreute seinen gewöhnlichen Aufenthalt (=Lebensmittelpunkt, vgl. § 30 Abs. 3 SGB I) innerhalb oder außerhalb einer stationären Einrichtung im Sinne des § 9 Abs. 3 VBVG hat. Heime im Sinne dieser Bestimmung können dabei auch andere Einrichtungen, wie Langzeitpsychiatrien oder Justizvollzugsanstalten sein, sofern der Betroffene voraussichtlich lange Zeit seinen Aufenthalt dort haben wird.
Die Einstufung der Vergütung erfolgt in drei Stufen
- Berufsbetreuer ohne vorherige betreuungsrechtliche Fachkenntnisse, Stufe A
- bei nachgewiesenen betreuungsrechtlichen Fachkenntnissen aufgrund einer Berufsausbildung, Stufe B
- bei nachgewiesenen betreuungsrechtlichen Fachkenntnissen aufgrund eines Studiums, Stufe C

Zu den einzelnen beruflichen Vorkenntnissen gibt es zahlreiche Rechtsprechung.

## Vergütungstabelle ab 27. Juli 2019 (A-C kombiniert)
| Nr.    | Dauer der Betreuung        | Nr.      | Gewöhnlicher Aufenthaltsort                                            | Nr.    | Vermögensstatus | monatliche Pauschale |
| ------ | -------------------------- | -------- | ---------------------------------------------------------------------- | ------ | --------------- | -------------------- |
| A,B,C1 | In den ersten drei Monaten | A,B,C1.1 | Stationäre Einrichtung oder gleichgestellte ambulant betreute Wohnform | A1.1.1 | mittellos       | 194 €                |
| A,B,C1 | In den ersten drei Monaten | A,B,C1.1 | Stationäre Einrichtung oder gleichgestellte ambulant betreute Wohnform | B1.1.1 | mittellos       | 241 €                |
| A,B,C1 | In den ersten drei Monaten | A,B,C1.1 | Stationäre Einrichtung oder gleichgestellte ambulant betreute Wohnform | C1.1.1 | mittellos       | 317 €                |
| A,B,C1 | In den ersten drei Monaten | A,B,C1.1 | Stationäre Einrichtung oder gleichgestellte ambulant betreute Wohnform | A1.1.2 | nicht mittellos | 200 €                |
| A,B,C1 | In den ersten drei Monaten | A,B,C1.1 | Stationäre Einrichtung oder gleichgestellte ambulant betreute Wohnform | B1.1.2 | nicht mittellos | 249 €                |
| A,B,C1 | In den ersten drei Monaten | A,B,C1.1 | Stationäre Einrichtung oder gleichgestellte ambulant betreute Wohnform | C1.1.2 | nicht mittellos | 327 €                |
| A,B,C1 | In den ersten drei Monaten | A,C,C1.2 | andere Wohnform                                                        | A1.2.1 | mittellos       | 208 €                |
| A,B,C1 | In den ersten drei Monaten | A,C,C1.2 | andere Wohnform                                                        | B1.2.1 | mittellos       | 258 €                |
| A,B,C1 | In den ersten drei Monaten | A,C,C1.2 | andere Wohnform                                                        | C1.2.1 | mittellos       | 339 €                |
| A,B,C1 | In den ersten drei Monaten | A,C,C1.2 | andere Wohnform                                                        | A1.2.2 | nicht mittellos | 298 €                |
| A,B,C1 | In den ersten drei Monaten | A,C,C1.2 | andere Wohnform                                                        | B1.2.2 | nicht mittellos | 370 €                |
| A,B,C1 | In den ersten drei Monaten | A,C,C1.2 | andere Wohnform                                                        | C1.2.2 | nicht mittellos | 486 €                |
| A,B,C2 | Im 4. bis 6. Monat         | A,B,C2.1 | Stationäre Einrichtung oder gleichgestellte ambulant betreute Wohnform | A2.1.1 | mittellos       | 129 €                |
| A,B,C2 | Im 4. bis 6. Monat         | A,B,C2.1 | Stationäre Einrichtung oder gleichgestellte ambulant betreute Wohnform | B2.1.1 | mittellos       | 158 €                |
| A,B,C2 | Im 4. bis 6. Monat         | A,B,C2.1 | Stationäre Einrichtung oder gleichgestellte ambulant betreute Wohnform | C2.1.1 | mittellos       | 208 €                |
| A,B,C2 | Im 4. bis 6. Monat         | A,B,C2.1 | Stationäre Einrichtung oder gleichgestellte ambulant betreute Wohnform | A2.1.2 | nicht mittellos | 158 €                |
| A,B,C2 | Im 4. bis 6. Monat         | A,B,C2.1 | Stationäre Einrichtung oder gleichgestellte ambulant betreute Wohnform | B2.1.2 | nicht mittellos | 196 €                |
| A,B,C2 | Im 4. bis 6. Monat         | A,B,C2.1 | Stationäre Einrichtung oder gleichgestellte ambulant betreute Wohnform | C2.1.2 | nicht mittellos | 257 €                |
| A,B,C2 | Im 4. bis 6. Monat         | A,B,C2.2 | andere Wohnform                                                        | A2.2.1 | mittellos       | 170 €                |
| A,B,C2 | Im 4. bis 6. Monat         | A,B,C2.2 | andere Wohnform                                                        | B2.2.1 | mittellos       | 211 €                |
| A,B,C2 | Im 4. bis 6. Monat         | A,B,C2.2 | andere Wohnform                                                        | C2.2.1 | mittellos       | 277 €                |
| A,B,C2 | Im 4. bis 6. Monat         | A,B,C2.2 | andere Wohnform                                                        | A2.2.2 | nicht mittellos | 208 €                |
| A,B,C2 | Im 4. bis 6. Monat         | A,B,C2.2 | andere Wohnform                                                        | B2.2.2 | nicht mittellos | 258 €                |
| A,B,C2 | Im 4. bis 6. Monat         | A,B,C2.2 | andere Wohnform                                                        | C2.2.2 | nicht mittellos | 339 €                |
| A,B,C3 | Im 7. bis 12. Monat        | A,B,C3.1 | Stationäre Einrichtung oder gleichgestellte ambulant betreute Wohnform | A3.1.1 | mittellos       | 124 €                |
| A,B,C3 | Im 7. bis 12. Monat        | A,B,C3.1 | Stationäre Einrichtung oder gleichgestellte ambulant betreute Wohnform | B3.1.1 | mittellos       | 154 €                |
| A,B,C3 | Im 7. bis 12. Monat        | A,B,C3.1 | Stationäre Einrichtung oder gleichgestellte ambulant betreute Wohnform | C3.1.1 | mittellos       | 202 €                |
| A,B,C3 | Im 7. bis 12. Monat        | A,B,C3.1 | Stationäre Einrichtung oder gleichgestellte ambulant betreute Wohnform | A3.1.2 | nicht mittellos | 140 €                |
| A,B,C3 | Im 7. bis 12. Monat        | A,B,C3.1 | Stationäre Einrichtung oder gleichgestellte ambulant betreute Wohnform | B3.1.2 | nicht mittellos | 174 €                |
| A,B,C3 | Im 7. bis 12. Monat        | A,B,C3.1 | Stationäre Einrichtung oder gleichgestellte ambulant betreute Wohnform | C3.1.2 | nicht mittellos | 229 €                |
| A,B,C3 | Im 7. bis 12. Monat        | A,B,C3.2 | andere Wohnform                                                        | A3.2.1 | mittellos       | 151 €                |
| A,B,C3 | Im 7. bis 12. Monat        | A,B,C3.2 | andere Wohnform                                                        | B3.2.1 | mittellos       | 188 €                |
| A,B,C3 | Im 7. bis 12. Monat        | A,B,C3.2 | andere Wohnform                                                        | C3.2.1 | mittellos       | 246 €                |
| A,B,C3 | Im 7. bis 12. Monat        | A,B,C3.2 | andere Wohnform                                                        | A3.2.2 | nicht mittellos | 192 €                |
| A,B,C3 | Im 7. bis 12. Monat        | A,B,C3.2 | andere Wohnform                                                        | B3.2.2 | nicht mittellos | 238 €                |
| A,B,C3 | Im 7. bis 12. Monat        | A,B,C3.2 | andere Wohnform                                                        | C3.2.2 | nicht mittellos | 312 €                |
| A,B,C4 | Im 13. bis 24. Monat       | A,B,C4.1 | Stationäre Einrichtung oder gleichgestellte ambulant betreute Wohnform | A4.1.1 | mittellos       | 87 €                 |
| A,B,C4 | Im 13. bis 24. Monat       | A,B,C4.1 | Stationäre Einrichtung oder gleichgestellte ambulant betreute Wohnform | B4.1.1 | mittellos       | 107 €                |
| A,B,C4 | Im 13. bis 24. Monat       | A,B,C4.1 | Stationäre Einrichtung oder gleichgestellte ambulant betreute Wohnform | C4.1.1 | mittellos       | 141 €                |
| A,B,C4 | Im 13. bis 24. Monat       | A,B,C4.1 | Stationäre Einrichtung oder gleichgestellte ambulant betreute Wohnform | A4.1.2 | nicht mittellos | 91 €                 |
| A,B,C4 | Im 13. bis 24. Monat       | A,B,C4.1 | Stationäre Einrichtung oder gleichgestellte ambulant betreute Wohnform | B4.1.2 | nicht mittellos | 113 €                |
| A,B,C4 | Im 13. bis 24. Monat       | A,B,C4.1 | Stationäre Einrichtung oder gleichgestellte ambulant betreute Wohnform | C4.1.2 | nicht mittellos | 149 €                |
| A,B,C4 | Im 13. bis 24. Monat       | A,B,C4.2 | andere Wohnform                                                        | A4.2.1 | mittellos       | 122 €                |
| A,B,C4 | Im 13. bis 24. Monat       | A,B,C4.2 | andere Wohnform                                                        | B4.2.1 | mittellos       | 151 €                |
| A,B,C4 | Im 13. bis 24. Monat       | A,B,C4.2 | andere Wohnform                                                        | C4.2.1 | mittellos       | 198 €                |
| A,B,C4 | Im 13. bis 24. Monat       | A,B,C4.2 | andere Wohnform                                                        | A4.2.2 | nicht mittellos | 158 €                |
| A,B,C4 | Im 13. bis 24. Monat       | A,B,C4.2 | andere Wohnform                                                        | B4.2.2 | nicht mittellos | 196 €                |
| A,B,C4 | Im 13. bis 24. Monat       | A,B,C4.2 | andere Wohnform                                                        | C4.2.2 | nicht mittellos | 257 €                |
| A,B,C5 | ab dem 25. Monat           | A,B,C5.1 | Stationäre Einrichtung oder gleichgestellte ambulant betreute Wohnform | A5.1.1 | mittellos       | 62 €                 |
| A,B,C5 | ab dem 25. Monat           | A,B,C5.1 | Stationäre Einrichtung oder gleichgestellte ambulant betreute Wohnform | B5.1.1 | mittellos       | 78 €                 |
| A,B,C5 | ab dem 25. Monat           | A,B,C5.1 | Stationäre Einrichtung oder gleichgestellte ambulant betreute Wohnform | C5.1.1 | mittellos       | 102 €                |
| A,B,C5 | ab dem 25. Monat           | A,B,C5.1 | Stationäre Einrichtung oder gleichgestellte ambulant betreute Wohnform | A5.1.2 | nicht mittellos | 78 €                 |
| A,B,C5 | ab dem 25. Monat           | A,B,C5.1 | Stationäre Einrichtung oder gleichgestellte ambulant betreute Wohnform | B5.1.2 | nicht mittellos | 96 €                 |
| A,B,C5 | ab dem 25. Monat           | A,B,C5.1 | Stationäre Einrichtung oder gleichgestellte ambulant betreute Wohnform | C5.1.2 | nicht mittellos | 127 €                |
| A,B,C5 | ab dem 25. Monat           | A,B,C5.2 | andere Wohnform                                                        | A5.2.1 | mittellos       | 105 €                |
| A,B,C5 | ab dem 25. Monat           | A,B,C5.2 | andere Wohnform                                                        | B5.2.1 | mittellos       | 130 €                |
| A,B,C5 | ab dem 25. Monat           | A,B,C5.2 | andere Wohnform                                                        | C5.2.1 | mittellos       | 171 €                |
| A,B,C5 | ab dem 25. Monat           | A,B,C5.2 | andere Wohnform                                                        | A5.2.2 | nicht mittellos | 130 €                |
| A,B,C5 | ab dem 25. Monat           | A,B,C5.2 | andere Wohnform                                                        | B5.2.2 | nicht mittellos | 161 €                |
| A,B,C5 | ab dem 25. Monat           | A,B,C5.2 | andere Wohnform                                                        | C5.2.2 | nicht mittellos | 211 €                |

## Betreuerpflichten
Die Pflichten eines Berufsbetreuers sind grundsätzlich die gleichen wie bei anderen Betreuern. Sie ergeben sich aus § 1821 BGB in Verbindung mit den gerichtlich übertragenen Aufgabenkreisen. Selbständige Berufsbetreuer sind im Gegensatz zu Vereins- und Behördenbetreuern und nahen Angehörigen keine befreiten Betreuer (siehe unter § 1859 Abs. 2 BGB). Anders als diese unterliegen selbständige Berufsbetreuer der vollen Kontrolle des Betreuungsgerichtes, auch bei der jährlichen Rechnungslegung (§ 1865 BGB) und der Genehmigung von Geldanlagen beim Mündelgeld (§§ 1848 ff. BGB).
Außerdem werden beruflichen Betreuern bei Pflichtverletzungen keine Haftungserleichterungen zugutegehalten, die bisweilen rechtlich unerfahrenen ehrenamtlichen Betreuern zum Beispiel im Umgang mit Sozialleistungsträgern eingeräumt werden. Auch gelten von den Justizministerien aller Bundesländer abgeschlossene Sammelhaftpflichtversicherungen nur für ehrenamtliche Betreuer.

## Sozialversicherungsrechtliche Seite
Wer neben der selbständigen Betreuertätigkeit nicht auch noch (zum Beispiel als Teilzeitkraft) in einem sozialversicherungspflichtigen Beschäftigungsverhältnis steht, muss sich selbst um seinen Kranken-, Renten- und Unfallversicherungsschutz bemühen. Hierbei sind z. T. bestimmte Fristen zu beachten.

### Krankenversicherung
Bei einem Ausscheiden aus einer sozialversicherungspflichtigen Beschäftigung (oder Arbeitslosigkeit) in die Selbständigkeit kann eine freiwillige Weiterversicherung in der gesetzlichen Krankenversicherung (GKV) gem § 9 Abs. 2 SGB V nur innerhalb von 3 Monaten erklärt werden.
Innerhalb dieser Zeit muss sich der Berufsbetreuer entscheiden, ob er weiter Mitglied der GKV bleiben oder einer privaten Krankenversicherung (PKV) beitreten will. Seit dem 1. Januar 2009 sind alle Bürger unabhängig von Berufs- oder Personengruppe zur Krankenversicherung verpflichtet, das betrifft auch selbständige Berufsbetreuer.

### Rentenversicherung
Anders als bei der Krankenversicherung kennt die gesetzliche Rentenversicherung keine Frist bei der freiwilligen Mitgliedschaft (§ 7 SGB VI). Hier besteht stets die Möglichkeit, freiwillige Beiträge zu leisten. Allerdings können freiwillige Beiträge im Regelfall nur bis zum 31.03. des Folgejahres des Jahres für das die Beiträge gelten sollen, gezahlt werden.

### Arbeitslosenversicherung
Der Gesetzgeber ermöglicht ab 1. Februar 2006 bestimmten Selbständigen die freiwillige Versicherung bei der Agentur für Arbeit. Hierzu gehören auch Berufsbetreuer. Die Versicherung kann nur innerhalb bestimmter Zeit (3 Monate) nach Berufsbeginn beantragt werden (§ 28a SGB III). Diese Möglichkeit ist nach dem Hartz-Fortentwicklungsgesetz wieder beschränkt worden.

### Unfallversicherung
In der gesetzlichen Unfallversicherung sind selbständige Berufsbetreuer nach der Rechtsprechung zahlreicher Landessozialgerichte pflichtversichert gem. § 2 Abs. 1 Nr. 9 SGB VII, zuständig ist die Berufsgenossenschaft Gesundheitsdienst und Wohlfahrtspflege, Hamburg. Für anwaltliche Berufsbetreuer ist abweichend die Verwaltungs-Berufsgenossenschaft zuständig.

## Haftpflichtversicherung
Die Haftpflichtversicherung ist keine gesetzliche Sozialversicherung, für Berufsbetreuer wegen der möglichen Haftung für Pflichtverletzungen aber zwingend erforderlich. Der Betreuer sollte sich gegen Personen- und Sachschäden (allgemeine Haftpflichtversicherung) und muss sich gegen Vermögensschäden (Vermögensschadenshaftpflichtversicherung) versichern. Die Berufsverbände bieten vergünstigte Konditionen an.

## Steuerrechtliche Seite

### Steuerpflicht
Die Einkünfte der Berufsbetreuer unterliegen bei Erfüllen bestimmter Voraussetzungen nicht der Gewerbesteuer. Nach geänderter Rechtsprechung des BFH erzielen Berufsbetreuer Einkünfte aus sonstiger selbständiger Tätigkeit nach § 18 Abs. 1 Nr. 3 EStG. Von den Einkünften ist Einkommensteuer (inkl. Kirchensteuer und Solidaritätszuschlag) zu entrichten. Von der Umsatzsteuer sind alle beruflichen Betreuer nach § 4 Nr. 16 Buchst. k UStG seit 2013 befreit.

### IHK-Zugehörigkeit
Gemäß § 2 IHK-Gesetz ist Mitglied der IHK, wer zur Gewerbesteuer veranlagt wird. Aufgrund der früheren Rechtsprechung des BFH wurde deshalb eine IHK-Mitgliedschaft von Berufsbetreuern bejaht. Nachdem der BFH seine Ansicht dazu geändert hat (siehe oben) und die Betreuertätigkeit nicht mehr als gewerblich einstuft, ist jetzt aber keine Grundlage für eine IHK-Mitgliedschaft mehr gegeben.

## Gewerbeanmeldung
Obwohl steuerrechtlich kein Gewerbe vorliegt, ist die Berufsbetreuertätigkeit nach Ansicht des Bundesverwaltungsgerichtes gewerberechtlich (Gewerbeordnung) ein solches. Daher ist der Beginn (und das Ende) der Tätigkeit bei der örtlichen Behörde (Ordnungsamt/Gewerbeamt) anzumelden.

## Aus- und Fortbildung
Informationen zur Aus- und Fortbildung für Berufsbetreuer erteilen die örtlichen Betreuungsbehörden (Stadt oder Landkreis). Auch die Berufsverbände (BdB und BVfB) geben Infos zu gewünschten Berufsqualifikationen und Hinweise zu Weiterbildungsmöglichkeiten.

## Berufsregistrierung ab 1. Januar 2023
Ab 1.1.2023 können nur noch diejenigen Personen beruflich Betreuungen führen, die bei der zuständigen Betreuungsbehörde (Stammbehörde) eine Registrierung nach §§ 23 ff. des neuen Betreuungsorganisationsgesetzes (BtOG) erhalten haben. Es handelt sich um eine Berufszulassungsregelung, durch die die Eignung, Zuverlässigkeit und Sachkunde für die Betreuungsführung gewährleistet werden soll. Für bisherige Berufsbetreuer bestehen Übergangsvorschriften.

### Bücher
- Deinert/Lütgens: Die Vergütung des Betreuers, 7. Aufl. Köln 2019, ISBN 978-3-8462-0841-0
- Hick: Selbständig als gesetzlicher Betreuer; Walhalla 2010, ISBN 3-8029-7398-4
- Krüger: Die Berufsbetreuung -Rahmenbedingungen und Handlungsbereiche, ISBN 3-939533-39-4
- Meier/Deinert: Handbuch Betreuungsrecht, 2. Aufl. Heidelberg 2017, ISBN 978-3-8114-5202-2
- Thar: das Betreuerbüro; Köln 2016, ISBN 978-3-89817-614-9

### Zeitschriftenbeiträge
- Bestelmeyer: Die Neuregelung des Vergütungsrechts nach dem 2. BtÄndG; Rpfleger 2005, 583
- Deinert; Gewöhnlicher (Heim-) Aufenthalt und pauschale Betreuervergütung; FamRZ 2005; 954
- ders.: Zur Neuregelung der Berufsbetreuer-, Berufsvormünder- und Berufspflegervergütung; BtPrax spezial 2005, S. 13.
- ders.: Neue Pauschalvergütung für anwaltliche Berufsbetreuer; JurBüro 2005, 285 = FuR 2005, 308
- ders.: Neue Betreuervergütung und Übergangsrecht; Rpfleger 2005, 304
- Maier: Pauschalierung von Vergütung und Aufwendungsersatz; BtPrax spezial 2005, S. 17
- Neumann/Neumann: Zur praktischen Umsetzung des ab dem 1. Juli 2005 geltenden Vergütungssystems, BtMan 2005, 90
- Sonnenfeld: Das 2. BtÄndG – Überblick über die wesentlichen zum 1. Juli 2005 in Kraft tretenden Änderungen, FamRZ 2005, 941
- Zimmermann: Die Betreuer- und Verfahrenspflegervergütung ab 1. Juli 2005, FamRZ 2005, 950